# Composizioni di Zygmunt Stojowski

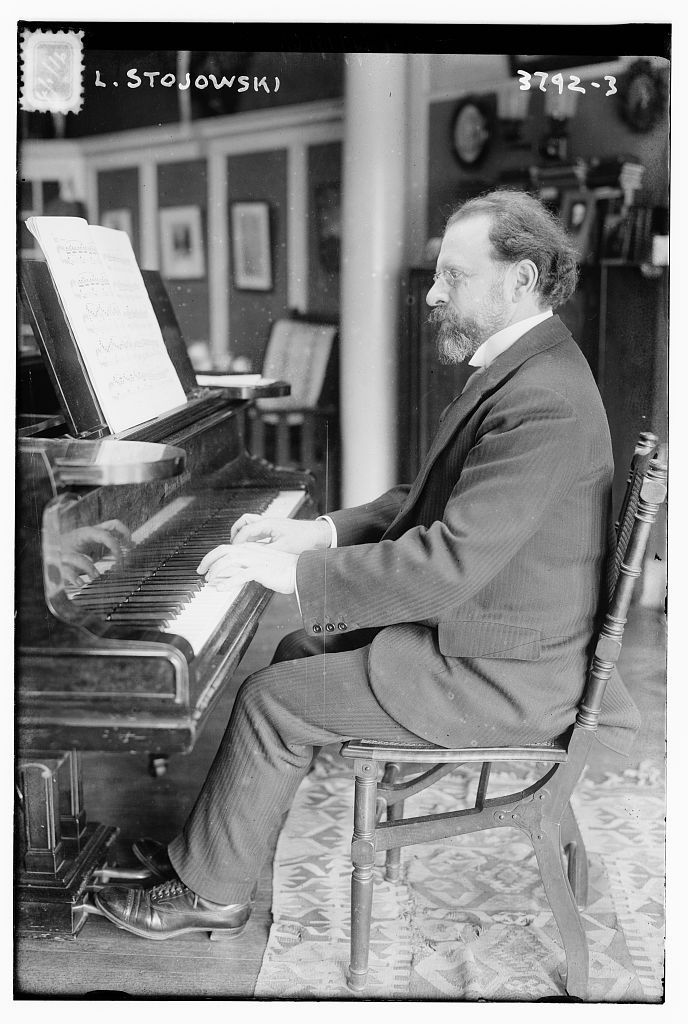
Stojowski seduto al suo pianoforte nel 1916.

Questa è una lista di composizioni di Zygmunt Stojowski.

## Per pianoforte
- Mélodie, Op. 1/1
- Prélude, Op.1/2
- Deux caprices-études, Op. 2
- Trois Intermèdes, Op. 4
- Berceuse, Op. 5/1
- Scherzo, Op. 5/2
- Gondoliera, Op. 5/3
- Mazurka, Op. 5/4
- Légende, Op. 8/1
- Mazurka, Op. 8/2
- Serenade, Op. 8/3
- Romance, Op. 10/1
- Caprice, Op. 10/2
- Polonaise, Op. 12/1
- Valse, Op. 12/2
- Mazurka, Op. 12/3
- Cracovienne, Op. 12/4
- Mazurka, Op. 12/5
- Cosaque Fantastique, Op. 12/6
- Dumka, Op. 14
- Rêverie, Op. 15/1
- Intermezzo-Mazurka, Op. 15/2
- Au Soir, Op. 15/3
- Deux Caprices, Op. 16
- Feuillet d'Album, Op. 19/1
- Moment musical, Op. 19/2
- Arabesque, Op. 19/3
- Barcarolle, Op. 19/4
- Mazurka, Op. 19/5
- Polnische Idyllen, Op. 24
- Geständnis, Op. 25/1
- En valsant, Op. 25/2
- Idylle, Op. 25/3
- Barcarolle, Op. 25/4
- Frühlingserwachen, Op. 25/5
- Mélodie, Op. 26/1
- In tempo di Minuetto, Op. 26/2
- Chant d’Amour, Op. 26/3
- Thème Cracovien Varié, Op. 26/4
- Two Mazurkas, Op. 28
- Ballade, Op. 29/1
- Aufschwung, Op. 29/2
- Zwielicht, Op. 29/3
- Cappricio, Op. 29/4
- Serenade, Op. 29/5
- Valse – Impromptu, Op. 29/6
- Amourette de Pierrot, Op. 30/1
- Feuilles mortes, Op. 30/2
- Près du ruisseau, Op. 30/3
- Trois études de concert, Op. 35
- Rêves, Op. 36/1
- Rayons et reflets, Op. 36/2
- Fleurettes, Op. 36/3
- Bruissements, Op. 36/4
- Fantaisie, Op. 38
- Aspirations, for piano, Op. 39/1: L'aspiration vers l'azur (Prélude)
- Aspirations, for piano, Op. 39/2: Vers la tombe (élégie)
- Aspirations, for piano, Op. 39/3: L'aspiration vers le caprice (Intermède)
- Aspirations, for piano, Op. 39/4: L'aspiration vers l'amour (Romance)
- Aspirations, for piano, Op. 39/5: L'aspiration vers la joie (Rhapsodie)
- Intermède lyrique, Op. 41/1
- Scherzo-caprice, Op. 41/2
- Variations et Fugue sur un thème original, Op. 42
- Romance, Op. 43/1
- Cadenza sul Concerto n. 3 in do minore per pianoforte di Beethoven
- Deux Feuilles d’album
- Dumka

## Per strumento solista
- Serenade per Violino Solo
- Fantaisie per Trombone

## Musica da camera

### Per violino e pianoforte
- Sonata per violino n. 1 in sol maggiore, Op. 13
- Sonata per violino n. 2 in mi maggiore, Op. 37

### Per viola e pianoforte
- Fantazja (Fantasia) per viola e pianoforte, Op. 27 (1905)

### Per violoncello e pianoforte
- Sonata per violoncello in la maggiore, Op. 18
- Fantaisie per violoncello e pianoforte in mi Maggiore, Op. 27
- Romance sans paroles in la Maggiore per violoncello e Pianoforte

### Altre
- Variazioni per due violini, viola e violoncello, Op. 6
- Fantasy per Trombone e pianoforte

## Musica per orchestra

### Sinfonie
- Sinfonia in re minore, Op. 21

### Per pianoforte e orchestra
- Concerto per pianoforte n. 1 in fa diesis minore, Op. 3
- Rhapsody per Piano e Orchestra in re Maggiore, Op. 23
- Concerto per pianoforte n. 2 in la bemolle minore (Prologo, scherzo e variazioni), Op. 32

### Per violino e orchestra
- Romance per violino e orchestra in mi bemolle maggiore, Op. 20
- Concerto per violino in sol minore, Op. 22

### Per Violoncello e orchestra
- Concertstuck in re maggiore per violoncello e orchestra, Op. 31

### Altre
- Suite per orchestra in mi bemolle maggiore, Op. 9

## Musica corale
- Le printemps, cantata per coro e orchestra, Op. 7
- Prayer for Poland, cantata per soprano, baritono, coro, orchestra e organo, Op. 40

## Melodie
- Soir d'eté, Op. 11/1
- Le Soleil emplit la voute, Op. 11/2
- Pourquoi te cueillir, Op. 11/3
- Pleure mon âme, Op. 11/4
- Sur le branche l'oiseau, Op. 11/5
- Où va ton rêve?, Op. 33/1
- Parle de grâce!, Op. 33/2
- Si tu étais un lac insondable, Op. 33/3
- Comme un luth sonore, ô brise, Op. 33/4
- Adieu, Op. 33/5
- Invocation, Op. 33/6
- À Stella
- Chanson de mer
- Euphonies
- Krakowiak (Le Cracovien), En Route gai Cracovien
- La flûte muette
- Serénade
- Chansons Polonaise
- Memories of Poland